# Колібрі-голкохвіст бурштиновий
Колі́брі-голкохві́ст бурштиновий (Discosura letitiae) — вид серпокрильцеподібних птахів родини колібрієвих (Trochilidae). Цей малодосліджений вид, ймовірно, є ендеміком Болівії.

## Таксономія і систематика
Бурштинові колібрі-голкохвости відомі лише за двома зразками — шкірами самців, які вказані як такі, що походять з Болівії. Точне їх походження невідоме, однак, ймовірно, вони походять з Болівійської Амазонії. Висувалися припущення, що бурштинові колібрі-голкохвости можуть бути гібридами або нетиповими морфами рабудито, однак дослідження 199 року підтвердило їзх статус як окремого виду.

## Опис
Довжина голотипа становить 90 мм, довжина його дзьоба 15 мм, крила 42 мм, центральних стернових пер 16 мм, крайніх стернових пер 37 мм. 
Тім'я блискучо-золотисто-зелене, спина темно-бронзово-зелена з мідно-бронзовим відблиском. На нижній частині спини вузька поперечна біла смуга, надхвістя мідно-червоне або мідно-фіолетове, покривні пера хвоста бронзово-зелені. Підборіддя і верхня частина грудей золотисто-зелені, як і тім'я, відділені від решта нижньої частини тіла нечіткою блідою смуго. Нижня частина грудей бронзово-зелена з мідно-червоними блискучими плямками. Живіт і боки охристі або сірувато-білі, гузка темно-сіра, нижні покривні пера хвоста темно-зелені з рудими кінчиками. 
У одного зразка центральні стернові пера відсутні, у іншого вони бронзово-зелені з широкими чорними кінчиками. Решта стернових пер бурувато-чорні. Стернові пера збілюшуються за довжиною від центральних до крайніх, однак крайні стернові пера не такі довгі, як у інших споріднених видів.

## Збереження
МСОП класифікує цей вид як такий, даних щодо якого є недостатньо для оцінки ступння їх загроженості. Теоретично, популяція бурштинових колібрі-голкохвостів може наразі існувати десь в Болівії, однак їх місце проживання невідоме.